# Primeira Divisão 1975/1976
Primeira Divisão 1975/76 byla nejvyšší portugalskou fotbalovou soutěží v sezoně 1975/76. Vítězem se stal a do Poháru mistrů evropských zemí 1976/77 se kvalifikoval tým Benfica Lisabon, Pohár UEFA 1976/77 hrály týmy CF Os Belenenses a FC Porto. Účast v Poháru vítězů pohárů 1976/77 si zajistil vítěz portugalského poháru Boavista FC.
Ligy se zúčastnilo celkem 16 celků, soutěž se hrála způsobem každý s každým doma-venku (celkem tedy 30 kol) systémem podzim-jaro. Sestupovaly 3 týmy.

## Tabulka
| Poř. | Tým                  | Z  | V  | R  | P  | VG | OG | B  |
| ---- | -------------------- | -- | -- | -- | -- | -- | -- | -- |
| 1.   | Benfica Lisabon      | 30 | 23 | 4  | 3  | 94 | 20 | 50 |
| 2.   | Boavista FC          | 30 | 21 | 6  | 3  | 65 | 23 | 48 |
| 3.   | CF Os Belenenses     | 30 | 16 | 8  | 6  | 45 | 28 | 40 |
| 4.   | FC Porto             | 30 | 16 | 7  | 7  | 73 | 33 | 39 |
| 5.   | Sporting Lisabon     | 30 | 16 | 6  | 8  | 54 | 31 | 38 |
| 6.   | Vitória Guimaraes    | 30 | 13 | 10 | 7  | 49 | 32 | 36 |
| 7.   | SC Braga (N)         | 30 | 9  | 10 | 11 | 35 | 43 | 28 |
| 8.   | GD Estoril Praia (N) | 30 | 10 | 8  | 12 | 31 | 45 | 28 |
| 9.   | Vitória Setúbal      | 30 | 8  | 10 | 12 | 39 | 42 | 26 |
| 10.  | Atlético CP          | 30 | 9  | 5  | 16 | 26 | 49 | 23 |
| 11.  | Académica de Coimbra | 30 | 7  | 9  | 14 | 32 | 47 | 23 |
| 12.  | Leixões SC           | 30 | 8  | 6  | 16 | 30 | 65 | 22 |
| 13.  | SC Beira-Mar (N)     | 30 | 6  | 9  | 15 | 28 | 47 | 21 |
| 14.  | União de Tomar       | 30 | 7  | 7  | 16 | 32 | 61 | 21 |
| 15.  | SC Farense           | 30 | 8  | 3  | 19 | 33 | 65 | 19 |
| 16.  | GD Fabril Barreiro   | 30 | 4  | 10 | 16 | 15 | 50 | 18 |

|  | Pohár mistrů evropských zemí 1975/76 |
|  | Pohár vítězů pohárů 1975/76          |
|  | Pohár UEFA 1975/76                   |
|  | Sestup do Segunda Divisão            |
|  | (N) - nováček                        |

## Nejlepší střelci
| P.  | Nár         | Hráč               | Tým               | Branky |
| --- | ----------- | ------------------ | ----------------- | ------ |
| 1.  | Portugalsko | Rui Jordão         | Benfica Lisabon   | 30     |
| 2.  | Portugalsko | Nené               | Benfica Lisabon   | 29     |
| 3.  | Peru        | Teófilo Cubillas   | FC Porto          | 28     |
| 4.  | Portugalsko | Manuel Fernandes   | Sporting Lisabon  | 26     |
| 5.  | Paraguay    | Francisco González | CF Os Belenenses  | 18     |
| 6.  | Portugalsko | Tito               | Vitória Guimaraes | 16     |
| 7.  | Portugalsko | João Alves         | Boavista FC       | 15     |
| 8.  | Portugalsko | Albertino Pereira  | Leixões SC        | 14     |
| 9.  | Portugalsko | Chico Gordo        | SC Braga          | 13     |
| 10. | Portugalsko | Jacques Pereira    | SC Farense        | 12     |
| 10. | Portugalsko | Camolas            | União de Tomar    | 12     |